# GBG vs STHLM
GBG vs STHLM är ett musikalbum som släpptes i april 2009 av Maia Hirasawa.

## Låtlista
1. "Hush Now"
2. "The Wrong Way"
3. "Come with Me" (feat. Nicolai Dunger)
4. "South Again"
5. "Though I'm Just Me"
6. "I Will Sing for You"
7. "I Woke Up"
8. "At the Top of the Hill"
9. "Eleven"
10. "After Party"
11. "This Is What We Have"

## Listplaceringar
| Lista (2009) | Topplacering |
| ------------ | ------------ |
| Sverige      | 12           |

### Fotnoter
1. ↑  ”GBG vs STHLM”. Discogs.com. http://www.discogs.com/Maia-Hirasawa-GBG-vs-STHLM/release/3533580. Läst 18 juni 2012.
2. ↑  Listplacering